# WebERP
webERP是一个开源的进销存系统，它支持多公司，多币种，多税种，多库存管理。比较适合中小型的企业。

## webERP特性
- 通用特性：
  - 完全基于网络
  - 可以在任何支持PHP的网络服务器上运行-可以使用ISP来替代自己建立和维护服务器。+
  - 使用最少的Java-script，使得最大程度地兼容所有网络浏览器和支持网络的设备。+
  - 生成PDF报告-用于精确定位文本的PDF。+
  - 所有的报告和脚本可以轻松的以PHP语言的方式修改。 +
  - 多语言支持-每一个用户都可以看到他们自己首选语言的界面。 +
  - 多主题-每一个用户都可以看到他们首选的图形界面主题。 +
  - 可以与Wiki集成，以保存物料，供应商，客户的描述等。
- 安全性
  - 用户可以被定义成只能访问特定的选项，使用一个基于规则的模型。
  - 适合于这些规则的选项可以通过图形方式配置，并且用户定义的规则可以像既定的规则一样。
  - 不正确的密码输入（超过三次）会被阻止，直到系统管理员复位该用户。这样可以阻止密码黑客破坏系统的安全性。
  - 页面可以使用SSL加密，并且webERP可以被配置成只显示SSL页面，以确保所有通过互联网的信息被加密。
  - 用户可以并定义成只使用主菜单中的特定模块，所以那些他们不能访问的菜单项甚至不被显示在屏幕上。
  - HTTP的安全性可以通过配置最顶部的内置的安全性，以提供两种水平的安全性，一种只访问服务器，另一种实际访问webERP.
- 订单输入
  - 报价单可以按照报价单输入和打印，然后如果客户没有疑议可以直接转变成订单，而不需要重新输入。
  - 可以输入和维护客户订单，并且可以回溯到客户订单号。
  - 一个仓库物料在订单上的累计数量，会被转换成仓库的需求。
  - 一个组装物料在订单上的累计数量，会被转换成其组装元件的需求。
  - 订单上的未开票数量，可以维护和更新根据发票的增长？
  - 订单可以直接开票只需要很少或不需要输入。
  - 一张订单可以分多次发货。每次发货后订单会相应更新。
  - 当发货数量和订单不一样时，差异会被记录下来实时报告每一次的发货。
  - 价格会根据的客户的销售类型，分公司以及货币而自动返回。
  - 一系列产品的间断折扣数量，会根据折扣矩阵自动计算。
  - 装箱单可以通过预先准备的打印信纸打印或打印机打印。
  - 用户可以选择从那个仓库发货。
  - 根据运送方式和发货地址可以自动计算运费。订单根据单个物料的重量和体积计算总的重量和体积。
  - 发货地址可以自由输入-默认是到客户分公司的物理地址。
- 税收
  - 非常灵活的税收选项，适合加拿大，美国，南非，英国，澳大利亚，NZ和其他大部分国家。
  - 税率取决于产品的种类-使用税收目录
  - 税率取决于发送产品的仓库的位置
  - 税率取决于客户的位置
  - 针对不同的税务机构设置了多种缴税方式。
  - 每笔税收发送到不同的用户定义的总帐账户-如果链接到AR/PR。

- 应收账款

- 仓库管理
  - 无限制的仓库数量和货物数量，可以保存在不设数量的不同位置。
  - 一个仓库物料的价格可以被设置成按任何货币定义的任意销售类型，以允许最大的价格灵活性。
  - 自动延迟交货。还没有货运的销售订单可以在开票的时候或在平衡？合理取消订单的时候，会自动延迟交货。
  - 仓库转移的历史可以按照仓库物料的方式被完全跟踪，包括已经序列化的产品和有标号的产品。
  - 支持虚拟物料，可以开票，报价，折算成本，但是没有仓库记录的维护，例如工资和服务。
  - 可以定义套件商品。（？）
  - 装配商品可以用类似定义套件商品的方式定义。这些商品存在仅仅是为了下单，定价，开票和销售分析。不维护库存平衡？

- - 货物转移到其他仓库地址时会生成转移记事表（？）
  - 支持重新订货数量
  - 仓库调整可以产生总帐输入来影响产品的价值。 （？）
  - 仓库成本变化可以产生总帐输入来影响产品的价值。 （？）

- - 受控物料-
  - 序列化仓库管理允许受控物料以单件引用。不受限的

- 采购
  - 销售订单和供应商可以使用任何的货币。
  - 针对采购物料的供应商物料的描述和价格可以维护。采购订单自动使用这些价格。同样的物料可以从不同的供应商那采购。
  - 订单数量显示在仓库状态需求上面-通过将接收的仓库的位置。订单数量同样被显示在计划报告中。
  - 可以输入接收的货物根据采购订单和?
  - 收到的货物通过一个GRN进行序列化，针对GRN每一次仓库变动都会留下一个记录。
  - 采购订单记录了接收数量，开票数量已经订单的原始数量。
  - 采购订单可以被Email到一个定义好的供应商联系邮件地址里。
  - 可以根据3-4个月的交货期产生仓库的计划报告，来显示建议的采购数量，根据前3个月的最大用量。？
  - 可以为名义上的物料输入采购订单，？？？
  - 可以为同一个供应商的多个采购订单设置运费，只需要选择那些一起被发货的行。？

- 应付账款
- 银行
- 总帐
- 生产
  - 多层的物料清单-拥有错误捕获功能以防止循环BOM。
  - 幽灵清单-当一个上层工作单产生是，自动转入元件清单。
  - 工作订单可以产出多种产品用物料。
  - 可选的自动反冲或自动消耗原材料。
  - 工作订单中消耗掉的原材料和接收到的工作订单产生的货物被集成进了仓库管理和GL.？
  - 可以计算消耗的劳力和时间进工作订单。？
  - 工作订单成本-
  - 使用变动报告到GL中-仓库目录记录决定GL账户。
  - 工作订单需要的原材料显示在仓库状态需求中。
  - 完整的MRP-带有生产日程和预测的维持和创建功能的原材料需求计划（MRP）。快速完整的MRP递归算法。（当前版本不可用）

业务流程：

## webERP安装（Windows）
*安装Apache，PHP，MySQL（最好不要启用InnoDB）phpMyAdmin
以上软件可以安装一个Appserv的软件，可以一次安装全部软件。
建议首先关闭IIS，否则安装时选择非80端口，如81
成功后测试https://web.archive.org/web/20140908174929/https://localhost/(如果是81端口，相应的是http://localhost:81， 以下同理)
测试管理界面（页面存档备份，存于）  ，如果安装正常，则会出现如下界面
*安装webErp: 解压缩webERP软件到Apache服务器的C:\AppServ\www\目录下
到weberp下载最新版的webERP软件，解压缩，将解压后的整个文件夹复制到C:\AppServ\www\webERP 文件夹下（以下的文件夹均以C:\AppServ\www\webERP 为根目录）
*配置webERP(1)：建立数据库，GB2312编码方式，并执行导入web-new.sql
进入http://localhost/phpMyAdmin管理界面，简便方式可以直接用root进入
*配置webERP(2)：修改webERP的config.php:
webERP3.10.6版本中默认没有config.php文件，需要把config.distrib.php复制为config.php.
$allow_demo_mode = False;
$dbuser = 'root'(Mysql的root用户，你可以先在MySql中新建用户名)
$dbpassword = 'weberp'(Mysql的root用户密码，如果新建用户名，则是对应的密码)
*配置webERP(3)：设置公司信息
进入/companies文件夹 把其中一个文件夹改为你刚才创建的数据库的名字（默认是webERP或webERPDemo）。
*进入webERP：
进入http://localhost/weberp/index.php， 出现如下界面，就可以用登陆界面的用户名和密码登录了
*中文设置 
1.打开/includes/ConnectDB_mysqli.inc找到
```
   if ( !$db ) {
       echo '
' . _('The configuration in the file config.php for the database user name and password do not provide the information required to            connect to the database server');
       exit;
   }
```

在其后加上一句 
```
       mysqli_query($db, 'use names gb2312');
```

2.打开/includes/header.inc替换所有_('ISO-8859-1')、_('ISO-8859-15')、_('utf')为_('gb2312')
3.打开/SystemParameters.php，替换htmlentities($_SESSION['RomalpaClause'])为htmlentities($_SESSION['RomalpaClause'], ENT_NOQUOTES, gb2312)
至此即可以用中文简体实现数据库记录，系统设置，pdf打印的中文化，而不会出现乱码。